# Matthias Steiner
Pour les articles homonymes, voir Steiner.
Matthias Steiner est un haltérophile autrichien naturalisé allemand, né le 25 août 1982, et médaillé d'or olympique. Il mesure 183 cm.

## Biographie

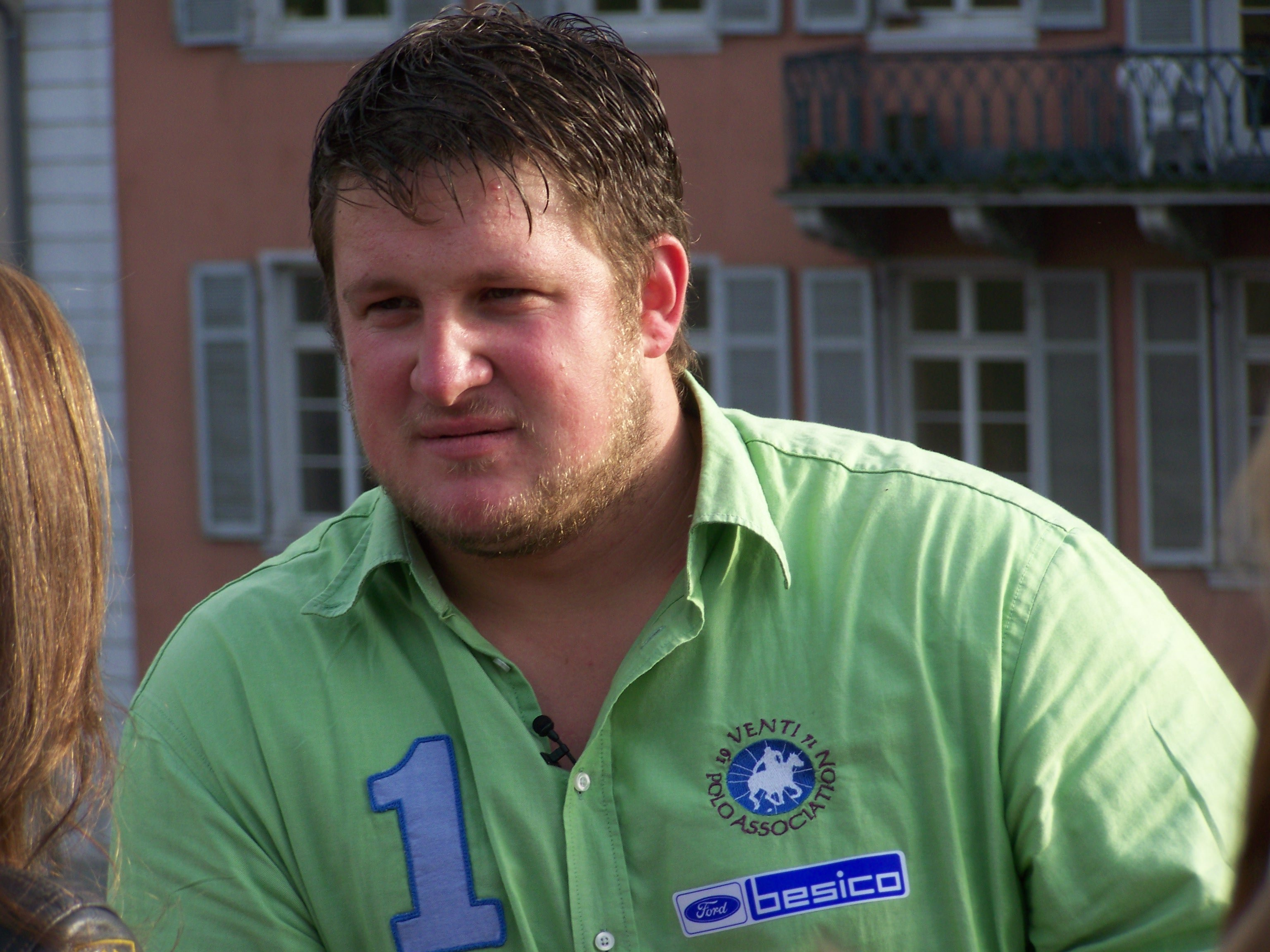
Matthias Steiner

En tant que natif autrichien, il concourt pour l'Autriche en tant qu'international de 1998 à 2005, au championnat d'Europe, championnats du monde, et les Jeux olympiques d'été de 2004.  De 2002 à 2005, il est quatre fois champion national autrichien dans la catégorie des 105 kg, et détient les records autrichiens dans le kg -105 et 105 catégories kg. En 2005, Steiner quitte la fédération d'haltérophilie autrichienne.  Il s’engage dans l’équipe d’Allemagne après avoir reçu la nationalité allemande en 2008. En 2007, sa femme Susann décède dans un accident de voiture. Il se promet alors de gagner pour elle la médaille d'or des JO de 2008 à Pékin, ce qu’il fait contre toute attente, en soulevant une barre qu’il n’avait jamais soulevée en compétition jusqu’alors. Il compte à son palmarès en plus de 105 kg une médaille d'or aux Jeux olympiques d'été de 2008, une médaille d'argent aux Mondiaux de 2010 et deux médailles d'argent européennes aux Championnats d'Europe de 2008 et de 2012.
Lors des Jeux olympiques d'été de 2012 lors du concours de l'arraché, il reçoit la barre de 196 kg sur le cou au niveau des cervicales ce qui provoque son abandon,.